# ویتنموور
ویتنموور (به آلمانی: Wittenmoor) یک منطقهٔ مسکونی در آلمان است که در اشتندل واقع شده‌است.
 ویتنموور  ۲۸۲ نفر جمعیت دارد.